# Червеноопашат крокодилов тритон
Червеноопашат крокодилов тритон (Tylototriton kweichowensis) е вид земноводно от семейство Саламандрови (Salamandridae). Видът е световно застрашен, със статут Уязвим.

## Разпространение
Разпространен е в Китай.